# FlySafair
Pour l'amour de voler
FlySafair est une compagnie aérienne à bas prix basée à Johannesburg, en Afrique du Sud. C'est une filiale de Safair.

## Histoire
La compagnie aérienne a été créée en août 2013 et a reçu l'approbation du South African Air Service Licensing Council pour lancer des opérations avec dix services quotidiens entre l' aéroport international OR Tambo de Johannesburg et l' aéroport international du Cap. La compagnie aérienne prévoyait de commencer ses opérations en octobre 2013. Cependant, le 8 octobre 2013, la Haute Cour d'Afrique du Sud a rendu une décision provisoire empêchant la compagnie aérienne de démarrer ses activités, à la suite d'une demande de transporteurs concurrents, au motif qu'elle ne satisfaisait pas à l'exigence légale de 75% la possession. Une restructuration substantielle de la propriété a eu lieu et le vol inaugural de FlySafair a finalement eu lieu le 16 octobre 2014.
Le 29 mars 2017, la compagnie aérienne a annoncé son nouveau partenariat avec la South African Rugby Union ( SARU ), ce qui en fait le transporteur national officiel des Springboks et de la SA Rugby.[réf. nécessaire]
En septembre 2020, la compagnie aérienne a annoncé son intention de commencer des vols vers Zanzibar, Windhoek et Maurice.

## Destinations

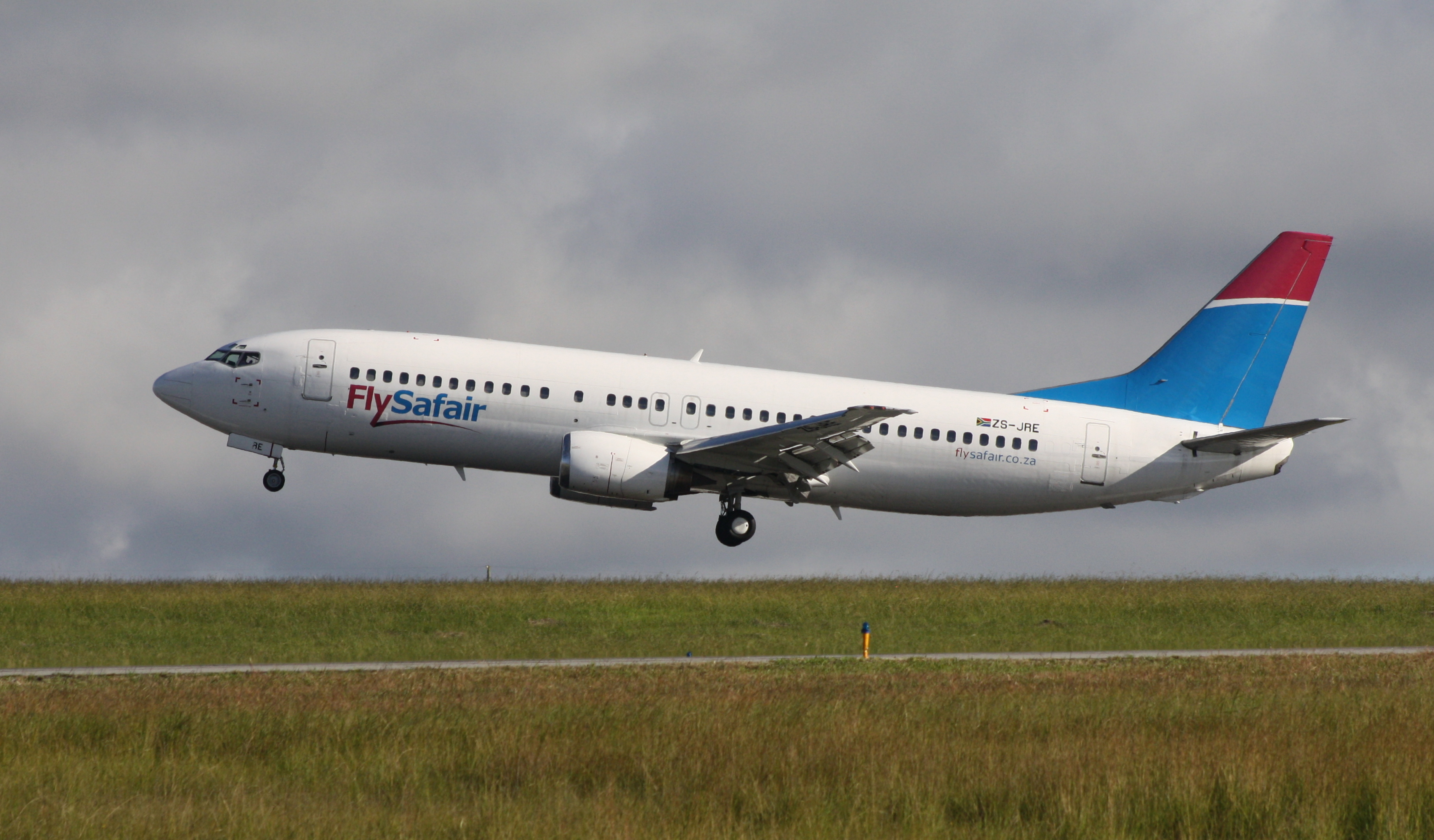
FlySafair Boeing 737-400

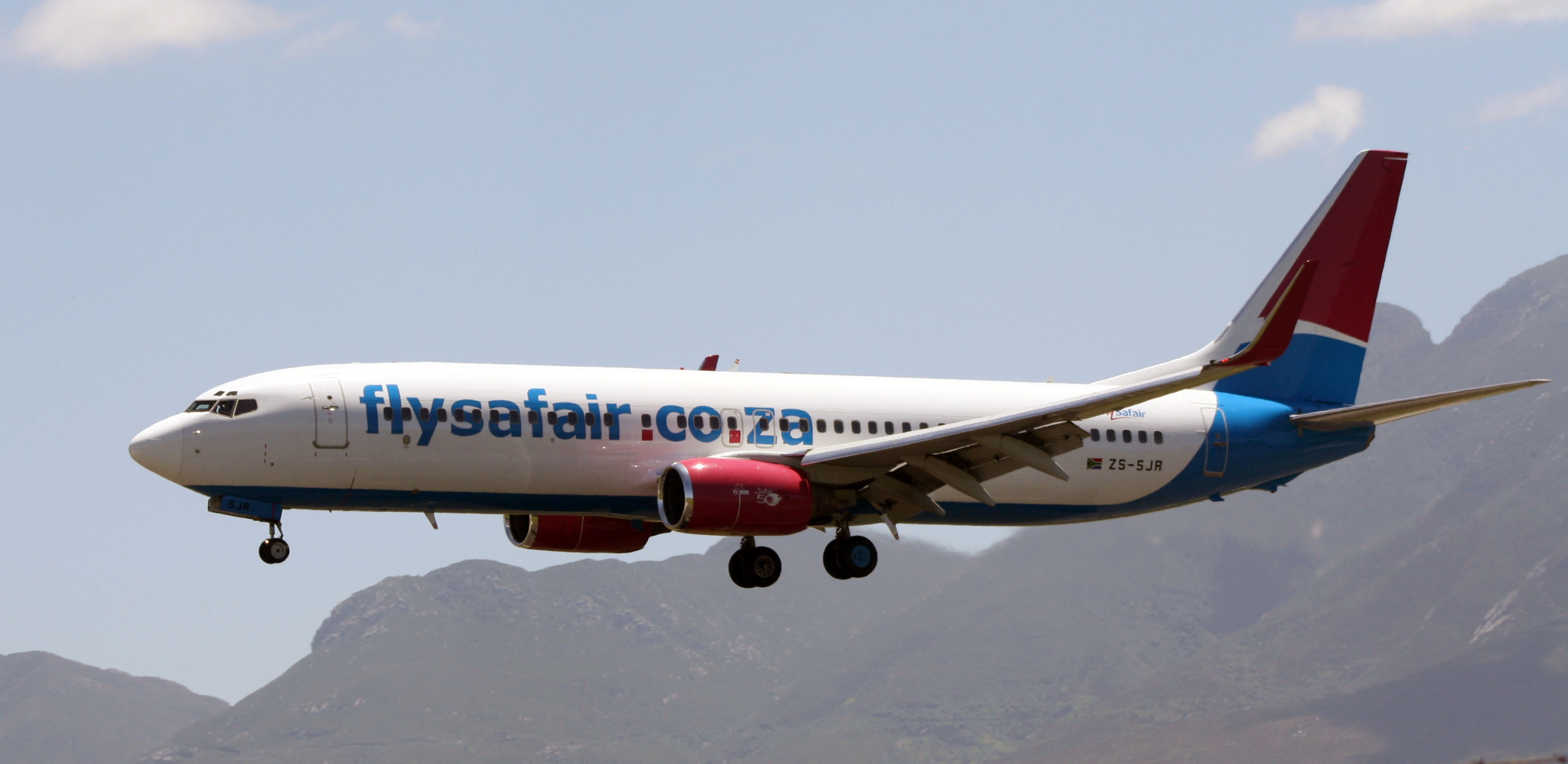
FlySafair Boeing 737-800

### Partages de codes
FlySafair assure des partages de code avec les compagnies aériennes suivantes :
- Air France
- KLM
- Condor
- Qatar Airways

## Flotte
En septembre 2020, la flotte FlySafair comprend les appareils suivants :